# Yokohama Keio Challenger 2024
Il Yokohama Keio Challenger 2024 è stato torneo maschile di tennis professionistico. È stata la 17ª edizione del torneo maschile, facente parte della categoria Challenger 75 nell'ambito dell'ATP Challenger Tour 2024, con un montepremi di 82 000 $. È stata la 7ª edizione del torneo invece per le donne, facente parte della categoria W50 nell'ambito dell'ITF Women's World Tennis Tour 2024, con un montepremi di 40 000 $. Entrambi i tornei si sono giocati al Mamushidani Tennis Courts di Yokohama, in Giappone dal 18 novembre al 1° dicembre.

## Partecipanti singolare maschile

### Teste di serie
| Nazionalità | Giocatore          | Ranking* | Testa di serie |
| ----------- | ------------------ | -------- | -------------- |
| Italia      | Mattia Bellucci    | 104      | 1              |
| Giappone    | Yasutaka Uchiyama  | 144      | 2              |
| Hong Kong   | Coleman Wong       | 159      | 3              |
| Australia   | Alex Bolt          | 160      | 4              |
| Giappone    | Sho Shimabukuro    | 177      | 5              |
| Australia   | Li Tu              | 178      | 6              |
| Austria     | Jurij Rodionov     | 197      | 7              |
| Francia     | Constant Lestienne | 198      | 8              |

* Ranking all'11 novembre 2024.

### Altri partecipanti
I seguenti giocatori hanno ricevuto una wild card per il tabellone principale:
- Masamichi Imamura
- Lennon Roark Jones
- Rei Sakamoto

I seguenti giocatori sono passati dalle qualificazioni:
- Omar Jasika
- Christoph Negritu
- Philip Sekulic
- Federico Cinà
- Nam Ji-sung
- Jakub Paul

## Campioni

### Singolare maschile
Yuta Shimizu ha sconfitto in finale  Li Tu con il punteggio di 6(4)–7, 6–4, 6–2.

### Doppio maschile
Benjamin Hassan /  Saketh Myneni hanno sconfitto in finale  Blake Bayldon /  Calum Puttergill con il punteggio di 6–2, 6–4.